# Aztekenstadion
Het Aztekenstadion (Spaans: Estadio Azteca) is een stadion in Coyoacán, Mexico-Stad. Het complex werd geopend op 29 mei 1966. De capaciteit is 83.264 toeschouwers. Daarmee is het een van grootste stadions ter wereld. Het stadion was tweemaal het decor van de finale van het wereldkampioenschap voetbal: in 1970 en in 1986. Tegenwoordig wordt het stadion gebruikt door Club América.

## Belangrijke evenementen
- 1968 – Olympische Spelen, het stadion werd gebruikt voor de voetbalwedstrijden die werden gehouden tijden deze Olympische spelen.
- 1970 – WK voetbal, er werden tien wedstrijden gehouden op dit WK, waaronder de finale tussen Brazilië en Italië. Een andere legendarische wedstrijd op dit toernooi was de halve finale tussen Italië en West-Duitsland. Deze wedstrijd, die in 4-3 zou eindigen, staat bekend als de Wedstrijd van de Eeuw.
- 1986 – WK voetbal, er werden negen wedstrijden gehouden op dit WK, waaronder de finale tussen Argentinië en West-Duitsland (3-2). Een andere legendarische wedstrijd op dit toernooi was de kwartfinale. In de wedstrijd tussen Argentinië - Engeland (2-1) maakte Maradona een goal die hij scoort met de hand van God en maakte in dezelfde wedstrijd een goal door een solo die door de FIFA wordt uitgeroepen tot goal van de eeuw.
- 2003 – Finale Gold Cup Mexico - Brazilië (1-0 na verlenging).
- 2011 – Finale Wereldkampioenschap voetbal onder 17 Mexico - Uruguay (2-0).

## WK wedstrijden
| №   | Datum        | Wedstrijd                   | Uitslag | Competitie     | Toeschouwers |
| --- | ------------ | --------------------------- | ------- | -------------- | ------------ |
| 1.  | 31 mei 1970  | Mexico – Sovjet-Unie        | 0 – 0   | WK 1970        | 107.160      |
| 2.  | 3 juni 1970  | België – El Salvador        | 3 – 0   | WK 1970        | 92.205       |
| 3.  | 6 juni 1970  | Sovjet-Unie – België        | 4 – 1   | WK 1970        | 95.261       |
| 4.  | 7 juni 1970  | Mexico – El Salvador        | 4 – 0   | WK 1970        | 103.058      |
| 5.  | 10 juni 1970 | Sovjet-Unie – El Salvador   | 2 – 0   | WK 1970        | 89.979       |
| 6.  | 11 juni 1970 | Mexico – België             | 1 – 0   | WK 1970        | 108.192      |
| 7.  | 14 juni 1970 | Sovjet-Unie – Uruguay       | 0 – 1   | WK 1970        | 26.085       |
| 8.  | 17 juni 1970 | Italië – West-Duitsland     | 4 – 3   | WK 1970        | 102.444      |
| 9.  | 20 juni 1970 | Uruguay – West-Duitsland    | 0 – 1   | WK 1970        | 104.403      |
| 10. | 21 juni 1970 | Brazilië – Italië           | 4 – 1   | Finale WK 1970 | 107.412      |
| 11. | 31 mei 1986  | Bulgarije – Italië          | 1 – 1   | WK 1986        | 96.000       |
| 12. | 3 juni 1986  | België – Mexico             | 1 – 2   | WK 1986        | 110.000      |
| 13. | 7 juni 1986  | Mexico – Paraguay           | 1 – 1   | WK 1986        | 114.600      |
| 14. | 11 juni 1986 | Irak – Mexico               | 0 – 1   | WK 1986        | 103.763      |
| 15. | 15 juni 1986 | Mexico – Bulgarije          | 2 – 0   | WK 1986        | 114.580      |
| 16. | 18 juni 1986 | Engeland – Paraguay         | 3 – 0   | WK 1986        | 98.728       |
| 17. | 22 juni 1986 | Argentinië – Engeland       | 2 – 1   | WK 1986        | 114.580      |
| 18. | 25 juni 1986 | Argentinië – België         | 2 – 0   | WK 1986        | 114.500      |
| 19. | 29 juni 1986 | Argentinië – West-Duitsland | 3 – 2   | Finale WK 1986 | 114.600      |

## CONCACAF Gold Cup
Dit stadion was ook gaststadion tijdens toernooien om de Gold Cup, het voetbaltoernooi voor landenteams van de CONCACAF. Tijdens de Gold Cup van 1993 en Gold Cup van 2003 was dit stadion een van de stadions waar voetbalwedstrijden werden gespeeld. Op beide toernooien werd de finale in dit stadion gespeeld. In 1993 won Mexico hier voor de eerste keer het toernooi doordat zij de Verenigde Staten versloegen. Ook in 2003 werd Mexico kampioen, in de finale werd dit keer gewonnen van Brazilië, die was als gast uitgenodigd om mee te doen aan dit toernooi. 
| №  | Datum        | Wedstrijd                 | Uitslag | Gold Cup     | Toeschouwers |
| -- | ------------ | ------------------------- | ------- | ------------ | ------------ |
| 1  | 11 juli 1993 | Canada – Costa Rica       | 1 – 1   | Groepsfase   | 48.000       |
| 2  | 11 juli 1993 | Mexico – Martinique       | 9 – 0   | Groepsfase   | 48.000       |
| 3  | 15 juli 1993 | Canada – Martinique       | 2 – 2   | Groepsfase   | 80.000       |
| 4  | 15 juli 1993 | Mexico – Costa Rica       | 1 – 1   | Groepsfase   | 80.000       |
| 5  | 18 juli 1993 | Costa Rica – Martinique   | 3 – 1   | Groepsfase   | 100.000      |
| 6  | 18 juli 1993 | Mexico – Canada           | 8 – 0   | Groepsfase   | 100.000      |
| 7  | 22 juli 1993 | Mexico – Jamaica          | 6 – 1   | Halve finale | 110.000      |
| 8  | 25 juli 1993 | Costa Rica – Jamaica      | 1 – 1   | Troostfinale | 130.800      |
| 9  | 25 juli 1993 | Mexico – Verenigde Staten | 4 – 0   | Finale       | 130.800      |
| 10 | 12 juli 2003 | Mexico – Brazilië         | 1 – 0   | Groepsfase   | 75.000       |
| 11 | 14 juli 2003 | Brazilië – Honduras       | 2 – 1   | Groepsfase   | 3.000        |
| 12 | 16 juli 2003 | Honduras – Mexico         | 0 – 0   | Groepsfase   | 20.000       |
| 13 | 20 juli 2003 | Mexico – Jamaica          | 5 – 0   | Kwartfinale  | 10.000       |
| 14 | 24 juli 2003 | Mexico – Costa Rica       | 2 – 0   | Halve finale | 35.000       |
| 15 | 27 juli 2003 | Mexico – Brazilië         | 1 – 0   | Finale       | 80.000       |